# Ljubičić
Ljubičić je priimek več oseb:
- Boris Ljubičić (*1945), hrvaški grafični oblikovalec
- Dragoljub Ljubičić (*1962), srbski igralec in humorist
- Ivan Ljubičić (*1979), hrvaški teniški igralec
- Krešimir Ljubičić (*1998), hrvaški košarkar
- Krešo in Marin Ljubičić (*1988), hrvaška nogometaša
- Marko Ljubičić (*1987), srbski košarkar
- Neven Ljubičić (*1963), hrvaški zdravnik in minister za zdravstvo (2005-08)
- Nikola Ljubičić (1916-2005), srbski general in politik; general armade - JLA, zvezni sekretar za ljudsko obrambo, kasneje član predsedstva SFRJ
- Radoje Ljubičič, generalpodpolkovnik VL in ZO JLA
- Šime Ljubičić (1822.-1896), hrvaški duhovnik, arheolog, zgodovinar in biograf